# 장석원 (시인)
장석원(1969년 ~ )은 대한민국의 시인 겸 대학 교수이다. 1969년 충청북도 청주에서 태어나 고려대학교 국어국문학과와 동 대학원을 졸업했다. 현재 광운대학교 국어국문학과 교수로 재직 중이다. 2008년 제13회 「현대시학작품상」, 2010년 제1회 「통영문학상」을 수상했다. 2남 5녀중 막내이다.

## 약력
2002년 《대한매일》(현 《서울신문》) 신춘문예 시 부문에 〈낙하하는 것의 이름을 안들 수련(睡蓮)에게 무슨 도움이 되겠는가〉가 당선되어 등단했다. 2008년 제13회 「현대시학작품상」, 2010년 제1회 「통영문학상」을 수상했다.

## 수상
- 2008년 제13회 「현대시학작품상」
- 2010년 제1회 「통영문학상」

## 저서

### 시집
- 《아나키스트》(문학과지성사, 2005)
- 《태양의 연대기》(문학과지성사, 2008)
- 《역진화의 시작》(문학과지성사, 2012)
- 《리듬》(도서출판 파란, 2018)

### 비평집
- 《낯선 피의 침입》(서정시학, 2007)
- 《지나간 미래, 사랑의 라멘트》(서정시학, 2010)

### 연구서
- 《김수영 시의 수사학》(청동거울, 2005)
- 《한국현대문학의 수사학》(월인, 2006)

### 산문집
- 《우리 결코 음악이 되자》(작가, 2010)
- 《미스틱》(파란, 2019)